# Dammit Man
"Dammit Man" là một ca khúc của nam ca sĩ nhạc rap Pitbull hợp tác với Piccallo. Ca khúc được chọn làm đĩa đơn thứ năm cho album phòng thu đầu tay của Pitbull, M.I.A.M.I.. "Dammit Man" được sản xuất bởi Jim Jonsin và đã lọt vào bảng xếp hạng Bubbling Under Hot 100 Singles với vị trí thứ 19.

## Video âm nhạc
Video âm nhạc cho "Dammit Man" được đạo diễn bởi Flyy Kai. Trong video có sự xuất hiện của cả Pitbull và Piccallo. Ngoài ra, DJ Khaled cũng xuất hiện trong video này với tư cách khách mời.

## Danh sách ca khúc
- Tải kỹ thuật số[3]

1. "Dammit Man" (Album Version) (hợp tác với Piccallo) – 4:01
2. "Dammit Man" (Remix) (hợp tác với Lil' Flip) – 3:46

## Xếp hạng
| Bảng xếp hạng (2004-05)                       | Vị trí cao nhất |
| --------------------------------------------- | --------------- |
| US Bubbling Under Hot 100 Singles (Billboard) | 19              |
| US Hot R&B/Hip-Hop Songs (Billboard)          | 58              |

## Lịch sử phát hành
| Quốc gia | Ngày               | Định dạng       | Hãng đĩa |
| -------- | ------------------ | --------------- | -------- |
| Mỹ       | 3 tháng 8 năm 2004 | Tải kỹ thuật số | TVT      |